# Hyphothyrium pallidum
Hyphothyrium pallidum är en svampart som beskrevs av B. Sutton & Pascoe 1989. Hyphothyrium pallidum ingår i släktet Hyphothyrium, divisionen sporsäcksvampar och riket svampar.   Inga underarter finns listade i Catalogue of Life.